# Mohammed Al-Amri
Mohammed Al-Amri (Yeda, 26 de noviembre de 1991) es un futbolista saudí que juega en la demarcación de lateral izquierdo para el Neom S. C. de la Liga Profesional Saudí.

## Selección nacional
Hizo su debut con la selección absoluta de Arabia Saudita el 4 de agosto de 2019 contra Kuwait en un partido del Campeonato de la WAFF 2019 que finalizó con un resultado de 1-2 a favor del combinado kuwaití tras el gol de Rabee Sufyani para Arabia Saudita, y de Faisal Ajab Al-Azemi y Hussain Al-Musawi para Kuwait.

## Clubes
| Club                   | País           | Año       | Partidos | Goles |
| ---------------------- | -------------- | --------- | -------- | ----- |
| Al-Ittihad Jeddah Club | Arabia Saudita | 2011-2014 | 28       | 2     |
| Al Raed F. C.          | Arabia Saudita | 2015-2020 | 100      | 3     |
| Al Wehda F. C.         | Arabia Saudita | 2020-2021 | 9        | 0     |
| Al Faisaly F. C.       | Arabia Saudita | 2021-2024 | 71       | 2     |
| Neom S. C.             | Arabia Saudita | 2024-     | 7        | 2     |